# Tromello
Tromello é uma comuna italiana da região da Lombardia, província de Pavia, com cerca de 3 409 habitantes. Estende-se por uma área de 35 km², tendo uma densidade populacional de 97 hab/km². Faz fronteira com Alagna, Borgo San Siro, Cergnago, Gambolò, Garlasco, Mortara, Ottobiano, San Giorgio di Lomellina, Valeggio.

## Demografia
| Variação demográfica do município entre 1861 e 2011                               |
|                                                                                   |
| Fonte: Istituto Nazionale di Statistica (ISTAT) - Elaboração gráfica da Wikipedia |